# Langues sulawesiennes méridionales du Nord
Les langues sulawesiennes méridionales du nord sont des langues d'Indonésie qui forment un sous-ensemble dans le groupe des langues sulawesiennes méridionales. Au nombre de 17, elles forment le sous-ensemble plus nombreux du groupe :
| Sous-groupe      | Langue           | Nombre de locuteurs | Province            | Kabupaten                                            |
| ---------------- | ---------------- | ------------------- | ------------------- | ---------------------------------------------------- |
| Mamuju           | Mamuju           | 60 000              | Sulawesi occidental | Mamuju                                               |
| Mandar           | Mandar           | 200 000             | Sulawesi occidental | Majene, Polewali-Mamasa, Mamuju, Pangkep, Ujung Lero |
| Masenrempulu     | Malimpung        |                     |                     |                                                      |
| Masenrempulu     | Duri             |                     |                     |                                                      |
| Masenrempulu     | Enrekang         |                     | Sulawesi du Sud     |                                                      |
| Masenrempulu     | Maiwa            |                     |                     |                                                      |
| Pitu Ulunna Salu | Aralle-Tabulahan |                     |                     |                                                      |
| Pitu Ulunna Salu | Dakka            |                     |                     |                                                      |
| Pitu Ulunna Salu | Pannei           |                     |                     |                                                      |
| Pitu Ulunna Salu | Bambam           |                     |                     |                                                      |
| Pitu Ulunna Salu | Ulumanda'        |                     |                     |                                                      |
| Toraja-Sa'dan    | Kalumpang        |                     |                     |                                                      |
| Toraja-Sa'dan    | Mamasa           |                     | Sulawesi occidental | Mamasa                                               |
| Toraja-Sa'dan    | Tae'             |                     |                     |                                                      |
| Toraja-Sa'dan    | Toraja-sa'dan    |                     | Sulawesi du Sud     | Tana Toraja                                          |
| Toraja-Sa'dan    | Talondo'         |                     |                     |                                                      |
| Toraja-Sa'dan    | Toala'           | 30 000              | Sulawesi du Sud     | Luwu                                                 |